# 農嫩巴赫河
53°28′15″N 13°10′32″E / 53.4708°N 13.1756°E

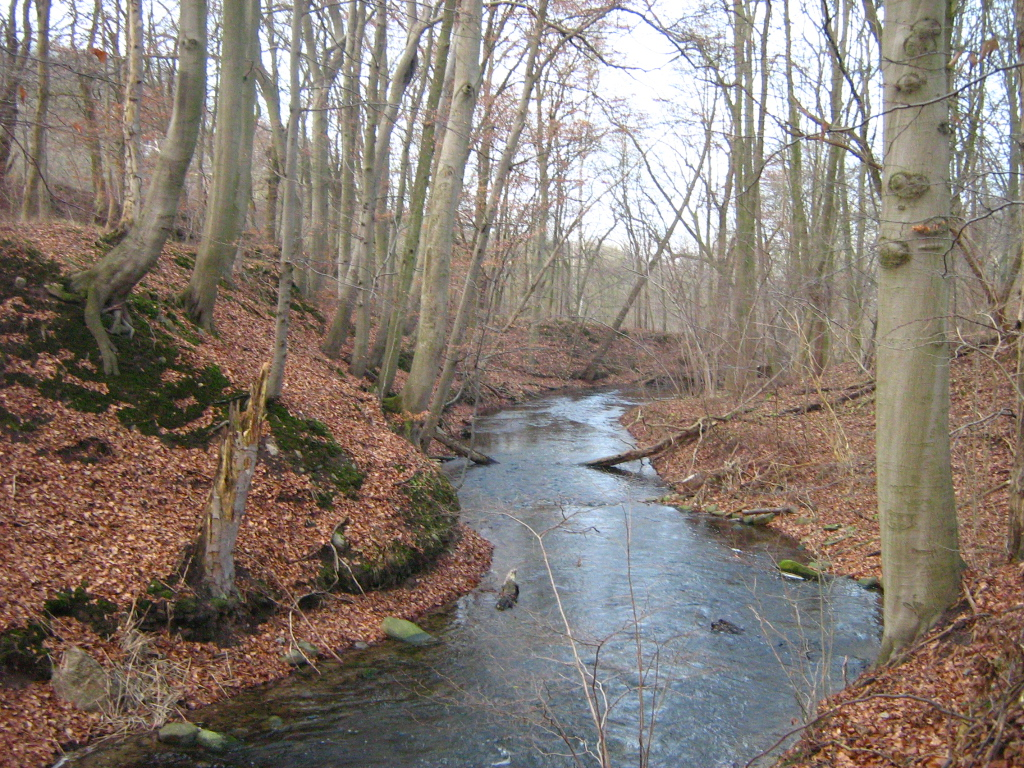

農嫩巴赫河（德語：Nonnenbach），是德國的河流，位於該國東北部，由梅克倫堡-前波美拉尼亞州負責管轄，屬於托倫瑟河的支流，河道全長38公里，河口處在大內梅羅以西。